# Badhan (governador persa)
Badhan (àrab: باذان, Bāḏān), a vegades també anomenat Bàdham (àrab: باذام, Bāḏām), fou el governador persa del Iemen durant el regnat de Còsroes II. Durant el seu govern, Còsroes II li ordenà que enviés alguns homes a Medina per portar Mahoma davant Còsroes. Badhan envià dos homes per aquesta tasca. Quan aquests dos homes es van trobar amb Mahoma i li van demanar que vingués amb ells, Mahoma s'hi va negar. Tanmateix, va profetitzar que Còsroes II seria deposat i mort pel seu fill Cobades II. El dos homes se'n tornaren per comunicar a Bahdan les notícies sobre Còsroes II. Badhan va esperar a comprovar la veracitat d'aquesta informació. Quan es va demostrar que era certa, Badhan es va convertir a l'islam. Els dos homes i les perses que vivien al Iemen van seguir l'exemple de Badhan i també es van convertir a l'islam. Posteriorment, Badhan va enviar un missatge a Mahoma, on li informava de la seva conversió a l'islam. En resposta a això, Mahoma va permetre que Badhan continués governant al Iemen.
Badhan fou succeït breument pel seu fill Xahr.